# قصه دل‌ها (فیلم ۱۳۸۵)
قصه دل‌ها فیلمی به کارگردانی هوشنگ درویش‌پور و نویسندگی توران اکبری، هوشنگ درویش‌پور محصول سال ۱۳۸۵ است.

## بازیگران
- حامد ملک
- لیلا اوتادی
- مهدی امینی خواه
- رحیم نوروزی
- فلور نظری
- شهرام عبدلی
- هوشنگ درویش‌پور
- منصور حیدری
- بهمن دان
- هوشنگ نوری
- نعیم غلامی
- پویا صادقی
- فرحناز منافی ظاهر
- علیرضا نیک جو
- بهنام رستگار
- علی یزدی
- شیوا امینی
- مهدی نیک جو
- قاسم حاتمی
- ابوالفضل فیاضی